# Мирово етерично масло
Мировото етерично масло се добива чрез парна дестилация на сурова или изсъхнала смола от смирна – множество малки, бодливи дървесни видове от рода Commiphora, предимно от вида Commiphora Myrrha. Добивите му са около 3 – 5%.
Да не се бърка с миро̀то, което е благоуханна смес ползвана при миропомазване.

## Описание
Маслото е с топъл, горчив и лек аромат, вискозитетно, плътно, тежко, бледо жълто или кехлибарено на цвят, със смолист оттенък. На вкус е люто.

## Химичен състав
Основните химически компоненти на маслото от смирна са: а-пинен, cadinene, лимонен, cuminaldehyde, евгенол, m-крезол, heerabolene, оцетна киселина, мравчена киселина, кадинен, метокси-фуранодиен, бисаболени, канелен алдехид, куменол, куминов алдехид, елемол, евгенол, фурандиен, фурандиенон, хеераболен, нонакозан, кадинол и други сескитерпени и киселини.

## Приложение
Мировото масло е използвано като лекарство от китайците и египтяните още преди 4000 години. Египтяните са я ползвали като главна съставка в балсамирането на мумии, наред с natron (естествен натриев карбонат). Древните гръцки воини са използвали маслото от смирна за спиране на кръвотечението от раните, които са получили. В древността е имала приложение в козметиката и винопроизводството. Смирната е била толкова ценена, че стойността ѝ се равнявала на златото.
На много места по света са използвали мирово масло в религиозни обреди, като например тези, които били посветени на богинята Изида. Билката е спомената многократно и в Библията.
Синтетичното масло от смирна има същия, но нетраен аромат.

### Терапевтични свойства
Терапевтичните свойства на маслото от смирна са: противовъзпалително, антимикробно, противовъзпалително, антисептично, стягащо, балсамово, газогонно, отхрачващо, против паразити, седативно, обезболяващо, еуфорично, противооточно, храносмилателен и белодробен стимулант, стомашно, тонизиращо. Маслото от смирна е ефективно при прекомерна слуз в белите дробове и помага при лечението на настинка, хрема, кашлица, болки в гърлото и бронхит. Използва се още при диария, диспепсия, метеоризъм и хемороиди.
Маслото от смирна може да бъде прието по няколко начина: чрез инхалатори, вода за уста, студен компрес, масажни масла, кремове и лосиони.

### Противопоказания
Маслото от смирна не е дразнещо или сенсибилизиращо, но във високи дози може да бъде токсично и поради това не бива да се използва по време на бременност, тъй като може да действа като стимулант за матката и да доведе до преждевременно раждане.

## Религиозен ритуал

### Древен Египет и Пунт (Африкански рог)
Владетелят на Египет от петата династия, цар Сахуре, регистрира най-ранната доказана експедиция до страната Пунт, съвременния Африкански рог (по-специално Сомалия), чиито участници донасят големи количества смирна, тамян, малахит и електрум. Експедицията донесла също така диви животни (по-специално гепарди), птица-секретар (Sagittarius serpentarius), жирафи и павиани – гамадрили (които били свещени за древните египтяни), абанос, слонова кост и животински кожи. Релеф от погребалния му храм, посветен на успеха на тази експедиция, показва как Сахуре се грижи за смирна в градината на двореца си. Релефът, озаглавен „Великолепието на Сахуре се издига до небесата“, е единственият в египетското изкуство, на който е изобразен цар, занимаващ се с градинарство.

### В древна Русия
Първоначално смирната идва при руснаците от гърците, чрез гръцката колония Танаис (днес Ростов на Дон), спомената от историка Страбон, с която руските славянски племена активно търгуват. Смирната в древността руснаците наричали смирна.
Смирна често се споменава в много славянски обреди, ритуали и обичаи. Пушенето на аромата на смирна е било не по-малко разпространено сред славяните.

### В исляма
Според един хадис на Мохамед, предаден от Абу Нуаим от думите на Аббан ибн Салех ибн Анас, Мохамед казал: „Опушвайте къщите си с пелин, смирна и мащерка.“ (Kanz-ul-Ummal). В „Енциклопедия на ислямската фитотерапия“ се споменава същият хадис: "Пратеникът на Аллах каза: „Опушвайте къщите си с аш-ших, мурр и са'тар“. Авторът заявява, че тази употреба на думата „мурр“ се отнася конкретно за Commiphora myrrha. Другите две са: „Ал-Ших“ (вероятно пелин) и „Са'тар“ (или „За'атар“ – мащерка).